# Paragonaster chinensis
Paragonaster chinensis är en sjöstjärneart som beskrevs av Yin-Xia Liao 1983. Paragonaster chinensis ingår i släktet Paragonaster och familjen Pseudarchasteridae.
Artens utbredningsområde är Gula havet. Inga underarter finns listade i Catalogue of Life.